# Шершні (телесеріал)
«Шершні» (англ. Yellowjackets) — американський драматичний телесеріал, створений Ешлі Лайл і Бартом Нікерсоном. У ньому знялися Софі Нелісс, Джасмін Савой Браун, Софі Тетчер та Семмі Ханратті в ролі групи підлітків, які потрапили в авіакатастрофу у 1996 році. Дорослих персонажів зіграли Мелані Лінські, Тоні Сайпрес, Крістіна Річчі та Джульєтт Льюїс.
Прем'єра телесеріалу відбулася на каналі Showtime 14 листопада 2021 року. Він отримав визнання критиків за його сюжет та гру акторів. У грудні 2021 року серіал продовжили на другий сезон.

## Сюжет
1996 року жіноча футбольна команда старшої школи Нью-Джерсі їде до Сіетлу на національний турнір. Під час польоту над Канадою їх літак зазнає аварії глибоко в лісі, і членам команди, що залишилися, доводиться виживати протягом дев'ятнадцяти місяців. Серіал розповідає про їхні спроби вижити, а також відстежує їхнє поточне життя у 2021 році.

## В ролях

### У головних ролях
- Мелані Лінскі та Софі Нелісс у ролі дорослої та молодої Шони. У старшій школі Шона була найкращою подругою Джекі. Ставши дорослою, Шона — домогосподарка, яка живе у нещасливому шлюбі з безрозсудною дочкою-підлітком та байдужим чоловіком. Під час невеликої аварії зустрічає Адама, з яким зав'язує стосунки[1].
- Тоні Сайпресс та Джасмін Савой Браун у ролі дорослої та молодої Таїси. У старших класах вона була націлена на перемогу. Під час тренування вона випадково штовхнула товаришку по команді, яка, на її думку, була недостатньо гарною для національних змагань, і та зламала ногу. Ставши дорослою, вона балотується в сенат штату Нью-Джерсі, живучи в одностатевому шлюбі та виховуючи маленького сина[1].
- Елла Пернелл у ролі Джекі, капітана футбольної жіночої команди «Шершні». У старшій школі вона дружила з Шоною, яка спала з хлопцем Джекі, Джеффом. У Джекі ідеальне життя, яке вона намагається створити всіма силами, що часто не в кращому вигляді відбивається на інших.
- Джульєтт Льюїс та Софі Тетчер у ролі дорослої та молодої Наталі. У старшій школі Наталі вважали розпусною, вона вживала наркотики та була соціопатом. Ставши дорослою, вона залишає реабілітаційний центр і швидко збивається зі шляху. Її мало хвилює, що про неї думають люди.
- Крістіна Річчі та Семмі Ханратті в ролі дорослої та молодої Місті. У старшій школі Місті працює помічницею у команді. Над нею знущаються і вважають її жалюгідною та дивною. Після катастрофи Місті демонструє корисні для виживання знання і стає лідером. Була закохана в помічника тренера Бена Скотта, доки не дізналася, що він гей. Дбала про нього, коли він втратив ногу. Ставши дорослою, вона працює доглядальницею в лікувальному закладі та безжально маніпулює іншими.
- Стівен Крюгер у ролі Бена Скотта, помічника тренера футбольної команди «Шершні». В авіакатастрофі Бен втрачає одну ногу. Поки про нього піклується Місті, Бен повинен одночасно справлятися зі своєю травмою, а також з тим фактом, що він єдиний дорослий, який вижив в аварії.
- Воррен Коул і Джек Депью у ролі дорослого та молодого Джеффа Садекі. У старшій школі Джефф зустрічався з Джекі і зраджував їй із Шоною. Ставши дорослим, він одружений з Шоною і працює у власному меблевому магазині.

### Другорядний склад
- Кортні Ітон — Лотті, член команди «Шершні», у якої починаються дивні видіння.
- Лів Хьюсон — Ван, воротар у команді.
- Кія Кінг — Акіла, член команди «Шершні», що перейшов з юнацького університету.
- Кевін Алвес — Тревіс, старший із синів тренера Мартінеса. Закінчує життя самогубством.
- Джейн Віддоп — Лора Лі, член команди «Шершні», глибоко релігійна християнка.
- Алекс Барахас — Марі, член команди «Шершні».
- Рекха Шарма — Джесіка Робертс, яка стверджує, що є журналістом, який розслідує подію у команді 2021 року.
- Сара Дежарден — Келлі, 16-річна дочка Шони та Джеффа.
- Рукія Бернар — Симона, дружина Таїси.
- Лучано Леру — Хаві, молодший брат Тревіса та син тренера Мартінеса.
- Ейден Стокс — Семмі, син Таїсси.
- Алекс Віндем — Кевіна, найкращий друг Наталі до авіакатастрофи. У 2021 він офіцер поліції.
- Пітер Гадіот — Адам, художник, який починає зустрічатися з Шоною після невеликої автомобільної аварії.

### Гостьові ролі
- Карлос Санс — тренер Мартінез, головний тренер футбольної команди «Шершні». Під час падіння літака намагається надіти маску на одну з дівчат, але його викидає назовні. Вмирає на початку серіалу.
- Тоня Корнелісс та Перл Аманда Діксон — у ролі дорослої та молодої Еллі. Під час тренування, через сильний удар Таїси, вона ламає ногу, і змушена відмовитися від участі у змаганнях.
- Джефф Холман і Райлі Барон — у ролі дорослого та молодого Ренді Волша, найкращого друга Джеффа.

## Виробництво

### Розробка
На ідею серіалу значною мірою вплинули «Група Доннера» (1846—1847) та Катастрофа FH-227 в Андах (1972), обидві правдиві історії про людей, які вдалися до канібалізму, щоб вижити. У серпні 2017 року Warner Bros. Pictures анонсувала повністю жіночу екранізацію роману Вільяма Голдінга «Володар мух» про групу хлопчиків, що застрягли на острові, та їх невдалу спробу впоратися з собою. Прочитавши анонс до серіалу, Ешлі Лайл виявила, що багато людей скептично ставилися до того, що дівчата можуть опуститися до того ж варварства, що і хлопчики. Пам'ятаючи про це, Лайл разом зі своїм чоловіком Бартом Нікерсоном задумала ідею «Шершнів» як «метафору підліткової ієрархії» і помістила більшу частину серіалу в Нью-Джерсі, штат, в якому вони виросли.
Лайл і Нікерсон представили серіал із 35-хвилинною презентацією, яка включала розмови про закінчення першого сезону та сюжетну лінію з п'яти сезонів. Спочатку дія серіалу мала відбуватися в 1970-х і 1990-х роках, але обидва часові періоди були перенесені на двадцять років уперед. Нікерсон сказав, що використання двох часових шкал дозволило вивчити міжособистісну динаміку і те, як травма може вплинути на життя людини. HBO був претендентом на покупку серіалу, але зрештою відмовився від нього, частково через його подібність до одного з його власних проєктів. Зрештою «Шершні» продали The Mark Gordon Company, продюсерській компанії, що належить Entertainment One. Потім проєкт був представлений Гері Левін, президенту відділу розваг Showtime Networks, який відразу ж приєднався до проєкту. 9 травня 2018 року Showtime оголосила про набуття прав на серіал.

## Випуск
Прем'єра телесеріалу відбулася 10 листопада 2021 року в залі Hollywood Legion Post 43 у Лос-Анджелесі. Шершні дебютували на Showtime 14 листопада 2021.
16 грудня 2021 року серіал продовжили на другий сезон.
Перший сезон був випущений на DVD і на Blu-ray 19 липня 2022.

## Критика
Телесеріал отримав загалом позитивні відгуки кінокритиків. На сайті Rotten Tomatoes фільм має рейтинг 77 % на основі 72 рецензій із середнім балом 8,1 із 10. На сайті Metacritic фільм має оцінку 78 зі 100 на основі 28 рецензій критиків, що відповідає статусу «загалом позитивні відгуки».

## Нагороди та номінації
| Нагороди та номінації | Нагороди та номінації             | Нагороди та номінації                       | Нагороди та номінації      | Нагороди та номінації | Нагороди та номінації |
| Рік                   | Нагорода                          | Категорія                                   | Номінант                   | Результат             | Джерела               |
| --------------------- | --------------------------------- | ------------------------------------------- | -------------------------- | --------------------- | --------------------- |
| 2022                  | Critics' Choice Television Awards | «Найкращий драматичний телесеріал»          | «Шершні»                   | Номінація             | [ 13 ] [ 14 ]         |
| 2022                  | Critics' Choice Television Awards | «Найкраща актриса драматичного телесеріалу» | Мелані Лінські             | Перемога              | [ 13 ] [ 14 ]         |
| 2022                  | Final Draft Awards                | Премія «Новий голос» (ТВ)                   | Ешлі Лайл та Барт Нікерсон | Перемога              | [ 15 ]                |
| 2022                  | GLAAD Media Awards                | «Найкращий новий телесеріал»                | «Шершні»                   | Номінація             | [ 16 ]                |
| 2022                  | Gracie Awards                     | «Найкраща актриса драматичного телесеріалу» | Мелані Лінські             | Перемога              | [ 17 ]                |
| 2022                  | Peabody Awards                    | Entertainment                               | «Шершні»                   | Номінація             | [ 18 ]                |
| 2022                  | Writers Guild of America Awards   | «Найкращий драматичний телесеріал»          | «Шершні»                   | Номінація             | [ 19 ] [ 20 ]         |
| 2022                  | Writers Guild of America Awards   | «Найкращий новий телесеріал»                | «Шершні»                   | Номінація             | [ 19 ] [ 20 ]         |